# Ruud van Nistelrooij
Rutgerus Johannes Martinius van Nistelrooy (ili van Nistelrooij, prema nizozemskom pravopisu; Oss, 1. srpnja 1976.) nizozemski je nogometni trener i bivši nogometaš. Trenutačno je bez kluba. Kao igrač igrao je na poziciji napadača.
Karijeru je započeo 1993. u nizozemskom klubu Den Bosch, da bi ju nastavio u Heerenveenu i PSV-u. Zatim odlazi u inozemstvo, odnosno u Manchester United, gdje je ostavio najzapaženiji trag u karijeri, za tada rekordnih 19 milijuna funti. Nakon uspješnih pet godina u Engleskoj, Fabio Capello ga dovodi u Real Madrid, al je zbog ozljeda vrlo malo igrao. Zato odlazi iz Reala, najprije u njemački HSV, pa se vraća u Španjolsku, točnije u Málagu. Drugi je najbolji strijelac svih vremena u povijesti natjecanja Lige prvaka s 60 postignutih pogodaka. Triput je bio najbolji strijelac Lige prvaka. Također je bio najbolji strijelac u trima različitim europskim ligama.

## Vanjske poveznice
- Ruud Van Nistelrooy – International Page  Arhivirana inačica izvorne stranice od 8. siječnja 2007. (Wayback Machine)